# Sport w Opolu
Sport w Opolu – Opole jest miastem z wysokimi walorami rekreacyjno-turystycznymi, który jest również bogaty w tradycje sportowe. Popularne dyscypliny sportowe w Opolu to m.in. piłka nożna, żużel, hokej na lodzie, piłka ręczna, podnoszenie ciężarów, kolarstwo.

## Historia
Sport w Opolu zaczął pisać swoją historię jeszcze przed I wojną światową. W 1911 powstało Opolskie Towarzystwo Gimnastyczne Sokół, pierwszym prezesem klubu był Tadeusz Koraszewski. W Opolu urodzili się znani sportowcy reprezentujący Niemcy: lekkoatletka Lilo Peter i piłkarz ręczny Bernhard Kempa – prekursor rzutu na bramkę zw.Kempa-Trick.
Po zakończeniu I wojny światowej reaktywowano działalność wielu organizacji sportowych. W 1921 utworzono Okręg Opolskiego Towarzystwa Gimnastycznego „Sokół”, jednak jego rozwój został zatrzymany w wyniku górnośląskiego plebiscytu. Jednym z pierwszych klubów sportowych na Ziemi Opolskiej był założony w 1924 PKS Grudzice. W 1927 rozegrano pierwszy oficjalny mecz pomiędzy polskim i niemieckim zespołem. Wówczas to polski PKS Opole zremisowało FC Preussen z Opola 1:1. Niemieckie kluby w Opolu nie pozwalały na treningi na ich murawie. W 1930 w Opolu przy ul. Oleskiej został oddany do użytku pierwszy stadion sportowy, a także obok stadionu basen otwarty przy placu Róż.
Po zakończeniu działań wojennych w 1945 został założony w Opolu pierwszy klub sportowy po powrocie miasta na polską ziemię, ZZK Leopolia (dziś Kolejarz Opole), potem Leonard Olejnik założył Odrę Opole, potem powstał m.in.: Milicyjny Klub Sportowy (dziś Gwardia Opole) czy Lwowianka Opole.
Na początku drugiej połowy lat 40. w Opolu najbardziej popularna była piłka ręczna, a w samym mieście aż sześć klubów posiadających sekcję tej dyscypliny sportu. Potem piłka ręczna przestała być popularna na rzecz piłki nożnej. W 1948 u doszło do połączenia Odry Opole z Chrobrym i Lwowianką, nazwa klubu została zmieniona na Budowlani (w 1958 wróciła do tradycyjnej nazwy).
Drugą poza piłką nożną popularną dyscypliną sportu był hokej na lodzie, której sekcja w Odrze Opole została założona w grudniu 1946 przez Ernesta Żołędziowskiego, który założył też sekcję pływacką Odry Opole.
Początkowo miejscem treningów hokeistów Odry Opole był Staw Zamkowy przy ul. Barlickiego, później zawodnicy przenieśli się na korty tenisowe przy ul. Oleskiej, gdzie powstały dwa lodowiska: mniejsze przeznaczone dla mieszkańców i większe dla hokeistów. Na zimowych igrzyskach w Oslo 1952 miał miejsce pierwszy występ opolskich sportowców: do kadry zostali powołani hokeiści Odry Opole Zdzisław Trojanowski i Rudolf Czech. Większość hokeistów grało również w drużynie piłkarskiej Odry Opole.
W Melbourne 1956 na letnich igrzyskach olimpijskich po raz pierwszy wystąpił sportowiec z klubu opolskiego – lekkoatletka Budowlanych Opole Anna Wojtaszek, która po tych igrzyskach została w Australii i reprezentowała ten kraj na następnych igrzyskach. Na igrzyskach w Monachium 1972 opolscy sportowcy zdobyli pierwsze medale: złoto Zbigniew Gut – członek piłkarskiej kadry Kazimierza Górskiego, Stanisław Szozda i Edward Barcik zdobyli srebrny medal w kolarskim wyścigu drużynowym oraz brązowy Benedykt Kocot w tandemach w kolarstwie torowym.
W latach 70. narodziła się potęga sportu żużlowego. Zawodnicy Kolejarza Opole z sukcesami startowali na krajowych rozgrywkach. 2 września 1973 na Stadionie Śląskim zawodnik Kolejarza, Jerzy Szczakiel zdobył tytuł indywidualnego mistrza świata.
W latach 70. w Opolu narodziła się również potęga sekcji Odry Opole podnoszenia ciężarów, której zawodnicy z sukcesami reprezentowali miasto na zawodach krajowych i międzynarodowych.
Następne lata dla opolskiego sportu nie były zbyt udane. Z powodu problemów finansowych zlikwidowano wiele sekcji Odry Opole m.in. hokeja na lodzie, podnoszenia ciężarów. W 1989 założono klub podnoszenia ciężarów Budowlani Opole, którego zawodnicy również odnosili sukcesy. Sukcesy zaczęli również odnosić judocy AZS-u Opole.
Na początku XXI wieku z powodu problemów finansowych rozwiązano wiele klubów sportowych m.in.: Odra Opole, Orlik Opole, Agra-Marioss Opole.

## Aktywne kluby sportowe w Opolu
| Klub                          | Rok założenia | Sekcje |
| ----------------------------- | ------------- | --- |
| AZS Opole                     | 1966          | koszykówka, siatkówka, kajakarstwo, lekkoatletyka, short track                                                                  |
| Budowlani Opole               | 1989          | podnoszenie ciężarów |
| Capoeira Porto de Minas       | 1990          | capoeira |
| CPPA Opole                    | 2004          | capoeira |
| Forca Brava Opole             | 2008          | jiu-jitsu |
| Groszmal Opole                | 1994          | piłka nożna |
| Grudzice Opole                | 1987          | piłka nożna |
| Gwardia Opole                 | 1945          | piłka ręczna, judo, MMA |
| HK Opole                      | 2020          | hokej na lodzie |
| Kolejarz Opole                | 1957          | żużel |
| LKS Ziemia Opolska            |               | kolarstwo |
| Lutadores Opole               | 2002          | MMA |
| MOS Opole                     | 1997          | piłka ręczna, siatkówka, koszykówka, lekkoatletyka, kajakarstwo, tenis stołowy, badminton, strzelectwo, sporty siłowe, pływanie |
| Odra Opole                    | 1945          | piłka nożna |
| Opolski Klub Karate Kyokushin | 1988          | kyokushin |
| Opolski Klub Rowerowy         |               | kolarstwo |
| Orlik Opole                   | 1998          | hokej na lodzie |
| OTK Opole                     |               | kajakarstwo |
| Piast Opole                   |               | łyżwiarstwo figurowe |
| Piruette Opole                | 2005          | łyżwiarstwo figurowe |
| Rodło Opole                   | 1996          | piłka nożna |
| Sagat Gym Opole               | 2012          | boks tajski |
| SMS LO2 Opole                 |               | siatkówka kobiet |
| Sparta Opole                  |               | piłka nożna |
| Tempo Opole                   | 1996          | piłka nożna |
| Trolik Opole                  | 2001          | unihokej |
| Unia Opole                    | 1996          | piłka nożna kobiet |
| Versus Opole                  |               | futsal |
| Vetrim Opole                  |               | strzelectwo |
| Wiking Opole                  | 2000          | piłka nożna |
| Wolverines Opole              | 2011          | futbol amerykański |
| Zryw Opole                    |               | piłka nożna, pływanie |

## Sport w Opolu według dyscyplin sportowych

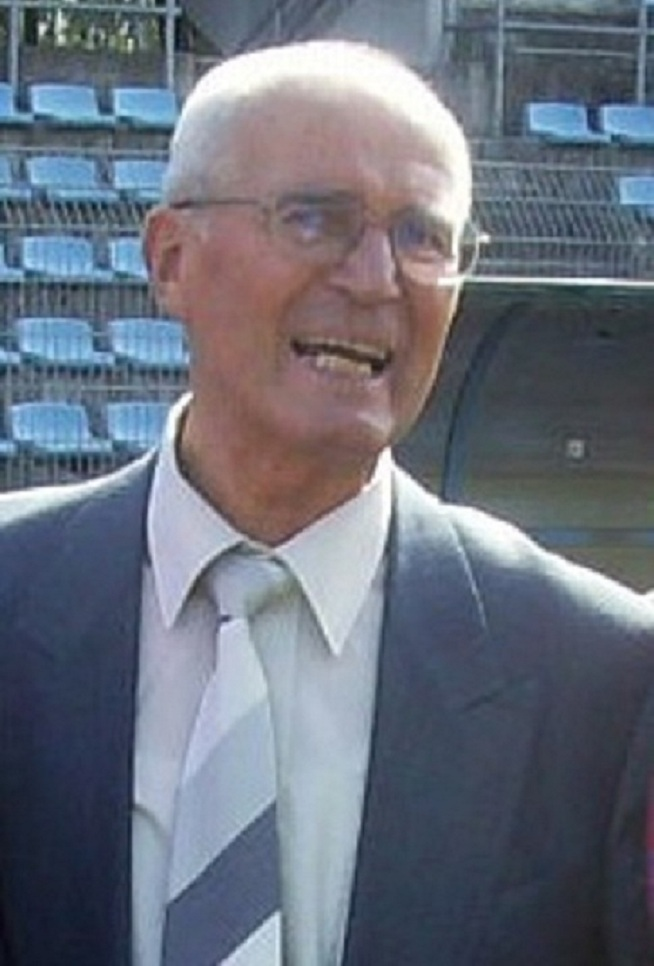
Engelbert Jarek – piłkarz Odry Opole

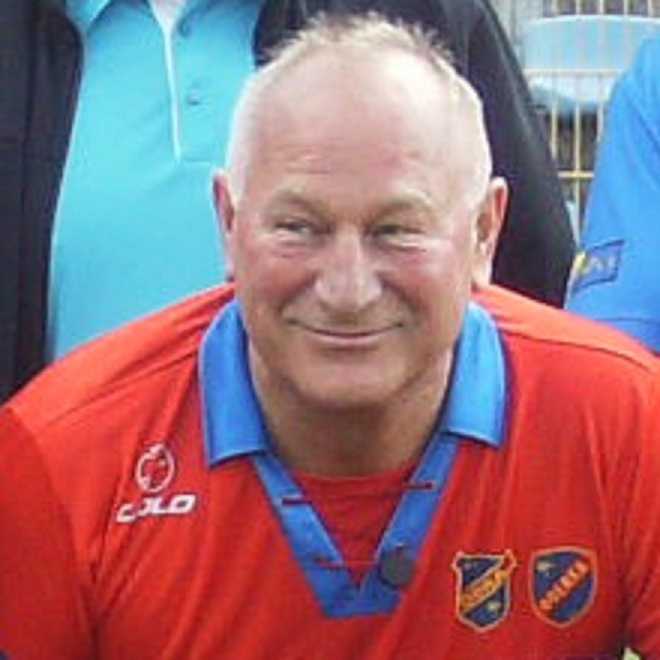
Wojciech Tyc – piłkarz Odry Opole

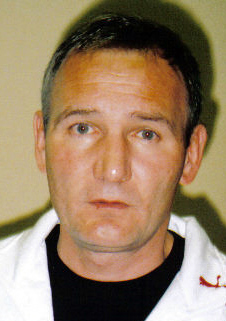
Roman Wójcicki – piłkarz Odry Opole

Józef Żymańczyk – piłkarz Odry Opole

### Piłka nożna

#### Odra Opole
Najbardziej utytułowanym klubem piłkarskim w Opolu jest Odra Opole. Klub rozegrał w swojej historii 22 sezony w Ekstraklasie. W sezonie 1963/64 zajął trzecie miejsce w I lidze – najwyższe do tej pory w historii swoich występów w ekstraklasie. Klub ma na swoim koncie również Puchar Ligi Polskiej zdobyty w edycji 1977 oraz pięciokrotnie dotarł do półfinału Pucharu Polski (1955, 1962, 1967, 1981, 2001).
Najwybitniejszymi zawodnikami Odry Opole byli: Engelbert Jarek, Norbert Gajda, Konrad Kornek, Henryk Szczepański, Henryk Brejza, Bernard Blaut, Antoni Kot, Bohdan Masztaler, Zbigniew Gut, Wojciech Tyc, Zbigniew Kwaśniewski, Józef Młynarczyk, Roman Wójcicki, Józef Adamiec. Barwy Odry Opole reprezentowali również tacy piłkarze jak: Alfons Kania, Ryszard Wrzos, Henryk Prudło, Zbigniew Bania, Zygfryd Blaut, Wiesław Łucyszyn, Józef Zwierzyna, Ryszard Dziadek, Karol i Edward Kotowie, Andrzej Krupa, Józef Klose, Bogdan Harańczyk, Franciszek Rokitnicki, Wiesław Korek, Alfred Bolcek, Paweł Król, Dariusz Wolny, Adam Ledwoń, Józef Żymańczyk, Maciej Michniewicz, Tomasz Copik.
Juniorzy Odry Opole są bardziej utytułowani: mistrzostwo Polski juniorów U-19 (1972), wicemistrzostwo Polski juniorów U-19 (1968, 1976, 1981) oraz brązowy medal mistrzostw Polski juniorów U-19 (1984).
| Sezon     | Miejsce | M  | Z  | R  | P  | BZ | BS | +/− | Pkt |
| --------- | ------- | -- | -- | -- | -- | -- | -- | --- | --- |
| 1953      | 11/12   | 22 | 4  | 8  | 10 | 25 | 38 | -13 | 16  |
| 1956      | 7/12    | 22 | 8  | 4  | 10 | 34 | 41 | -10 | 20  |
| 1957      | 10/12   | 22 | 8  | 2  | 12 | 27 | 48 | -21 | 18  |
| 1958      | 11/12   | 22 | 7  | 4  | 11 | 23 | 36 | -10 | 18  |
| 1960      | 4/12    | 22 | 10 | 7  | 5  | 43 | 28 | +15 | 27  |
| 1961      | 6/14    | 26 | 9  | 10 | 7  | 51 | 35 | +16 | 28  |
| 1962      | 4/14    | 14 | 7  | 2  | 5  | 18 | 12 | +6  | 14  |
| 1962/1963 | 5/14    | 26 | 12 | 5  | 9  | 29 | 27 | +2  | 29  |
| 1963/1964 | 3/14    | 26 | 12 | 7  | 7  | 42 | 31 | +11 | 31  |
| 1964/1965 | 10/14   | 26 | 8  | 8  | 10 | 26 | 35 | -9  | 24  |
| 1965/1966 | 13/14   | 26 | 7  | 6  | 13 | 26 | 40 | -14 | 20  |
| 1967/1968 | 10/14   | 26 | 7  | 9  | 10 | 20 | 33 | -13 | 23  |
| 1968/1969 | 9/14    | 26 | 8  | 8  | 10 | 28 | 33 | -5  | 24  |
| 1969/1970 | 13/14   | 26 | 6  | 9  | 11 | 22 | 36 | -14 | 21  |
| 1971/1972 | 7/14    | 26 | 9  | 9  | 8  | 25 | 27 | -2  | 27  |
| 1972/1973 | 14/14   | 26 | 3  | 12 | 11 | 21 | 36 | -15 | 18  |
| 1973/1974 | 15/16   | 30 | 6  | 12 | 12 | 25 | 37 | -12 | 24  |
| 1976/1977 | 12/16   | 30 | 8  | 10 | 12 | 36 | 39 | -3  | 26  |
| 1977/1978 | 6/16    | 30 | 13 | 4  | 13 | 35 | 31 | +4  | 30  |
| 1978/1979 | 5/16    | 30 | 14 | 6  | 10 | 42 | 28 | +14 | 34  |
| 1979/1980 | 9/16    | 30 | 10 | 11 | 9  | 21 | 26 | -5  | 31  |
| 1980/1981 | 16/16   | 30 | 6  | 6  | 18 | 26 | 43 | -17 | 26  |

#### Unia Opole
Drugim obok Odry Opole odnoszącym sukcesy klubem piłkarskim z Opola jest kobiecy klub Unia Opole. Założony w 1996 przez początkowo był męskim i wojskowym klubem sportowym. Po roku gry w B klasie męska drużyna została rozwiązana ze względu na rezygnację większości zawodników z gry w piłkę z powodu zaangażowania ich w pomoc w usuwaniu skutków powodzi.
Kobieca drużyna została powołana w 2001 przez trenera Andrzeja Mazurka, który uczynił to na prośbę swojej córki. Piłkarki Unii Opole dwa razy do tej pory grały w I lidze: w sezonie 2009/2010, 2010/2011, dwukrotnie docierały do 1/8 finału Pucharu Polski (2007/2008, 2008/2009). W sezonie 2010/2011 piłkarki Unii zostały mistrzynami Polski w futsalu.

#### Pozostałe kluby piłkarskie
- Groszmal Opole – założony w 1994, obecnie gra w Klasie B
- LZS Grudzice – założony w 1987, obecnie gra w Klasie B
- Rodło Opole – założony w 1996, obecnie gra w Klasie A
- Sparta Opole
- Tempo Opole – założony w 1996, obecnie gra w Klasie B
- Wiking Opole – założony w 2000
- Zryw Opole

### Hokej na lodzie
Opolski hokej na lodzie przez wiele lat reprezentowała hokejowa drużyna Odry Opole, przez wiele sezonów grająca w II lidze. W klubie tym grali m.in. olimpijczycy z Oslo 1952 – Zdzisław Trojanowski, Rudolf Czech a także m.in. Zbigniew Strociak, Stanisław Smajda. Drużyna hokejowa Odry Opole rozpadła się z powodu problemów finansowych pod koniec lat 80.

#### Orlik Opole
W 2001 roku powstał klub mający na celu kontynuować tradycję hokejowej Odry Opole, Orlik Opole. W sezonie 2002/2003 Orlik Opole wywalczył historyczny awans do hokejowej ekstraklasy. W swoim pierwszym w historii sezonie ekstraklasy 2003/2004 Orlik Opole zajął 5. miejsce. Jednak klub został rozwiązany z powodu problemów finansowych, potem reaktywowany w 2005 roku. Ponownie występowała w najwyższej klasie rozgrywkowej w latach.
| Sezon     | Miejsce | Sezon zasadniczy | Sezon zasadniczy | Sezon zasadniczy | Sezon zasadniczy | Sezon zasadniczy | Sezon zasadniczy | Sezon zasadniczy | Sezon zasadniczy | Sezon zasadniczy | Sezon zasadniczy | Sezon zasadniczy | Sezon zasadniczy |   | Faza play-off | Faza play-off | Faza play-off | Faza play-off | Faza play-off | Faza play-off | Faza play-off | Faza play-off | Faza play-off | Faza play-off | Faza play-off |
| Sezon     | Miejsce | M                | Z                | R                | P                | ZpD              | ZpK              | PpD              | PpK              | BZ               | BS               | +/−              | Pkt              | M | Z             | R             | P             | ZpD           | ZpK           | PpD           | PpK           | BZ            | BS            | +/−           |               |
| --------- | ------- | ---------------- | ---------------- | ---------------- | ---------------- | ---------------- | ---------------- | ---------------- | ---------------- | ---------------- | ---------------- | ---------------- | ---------------- | - | ------------- | ------------- | ------------- | ------------- | ------------- | ------------- | ------------- | ------------- | ------------- | ------------- | ------------- |
| 2003/2004 | 5/8     | 28               | 10               | 0                | 18               | 0                | 0                | 0                | 0                | 85               | 119              | -34              | 30               | 7 | 4             | 0             | 2             | 0             | 1             | 0             | 0             | 25            | 24            | +1            |               |
| 2014/2015 | 7/10    | 48               | 21               | 0                | 20               | 5                | 0                | 2                | 0                | 151              | 139              | +12              | 75               | 3 | 0             | 0             | 3             | 0             | 0             | 0             | 0             | 4             | 11            | -7            |               |
| 2015/2016 | 8/12    | 42               | 25               | 0                | 14               | 1                | 1                | 1                | 0                | 192              | 135              | +57              | 79               | 3 | 0             | 0             | 3             | 0             | 0             | 0             | 0             | 7             | 22            | -15           |               |
| 2016/2017 | 5/11    | 40               | 12               | 0                | 19               | 1                | 3                | 3                | 2                | 113              | 127              | -14              | 49               | 5 | 1             | 0             | 4             | 0             | 0             | 0             | 0             | 15            | 22            | -7            |               |
| 2017/2018 | 7/11    | 38               | 13               | 0                | 17               | 4                | 2                | 1                | 1                | 118              | 107              | +11              | 53               | 4 | 0             | 0             | 4             | 0             | 0             | 0             | 0             | 2             | 23            | -21           |               |
| 2018/2019 | 10/12   | 42               | 5                | 0                | 30               | 3                | 1                | 3                | 0                | 94               | 210              | -116             | 26               | 5 | 1             | 0             | 4             | 0             | 0             | 0             | 0             | 16            | 23            | -7            |               |

#### HK Opole
10 sierpnia 2020 roku z inicjatywy korporacji Hockey Holdings Group, której prezesem zarządu jest amerykański przedsiębiorca polskiego pochodzenia – Joe Kolodziej, powstał klub hokejowy pn. HK Opole, którego Kołodziej został prezesem oraz do którego sprowadził sztab szkoleniowy i zawodników głównie z Ameryki Północnej.
| Sezon     | Miejsce | Sezon zasadniczy | Sezon zasadniczy | Sezon zasadniczy | Sezon zasadniczy | Sezon zasadniczy | Sezon zasadniczy | Sezon zasadniczy | Sezon zasadniczy | Sezon zasadniczy | Sezon zasadniczy | Sezon zasadniczy | Sezon zasadniczy |   | Faza play-off | Faza play-off | Faza play-off | Faza play-off | Faza play-off | Faza play-off | Faza play-off | Faza play-off | Faza play-off | Faza play-off | Faza play-off |
| Sezon     | Miejsce | M                | Z                | R                | P                | ZpD              | ZpK              | PpD              | PpK              | BZ               | BS               | +/−              | Pkt              | M | Z             | R             | P             | ZpD           | ZpK           | PpD           | PpK           | BZ            | BS            | +/−           |               |
| --------- | ------- | ---------------- | ---------------- | ---------------- | ---------------- | ---------------- | ---------------- | ---------------- | ---------------- | ---------------- | ---------------- | ---------------- | ---------------- | - | ------------- | ------------- | ------------- | ------------- | ------------- | ------------- | ------------- | ------------- | ------------- | ------------- | ------------- |
| 2020/2021 | /12     |                  |                  |                  |                  |                  |                  |                  |                  |                  |                  |                  |                  |   |               |               |               |               |               |               |               |               |               |               |               |

### Żużel
Jedynym przedstawicielem żużla w Opolu jest Kolejarz Opole. Kolejarz Opole powstał w 1957 w wyniku przekształcenia z Leopolii Opole. Zespół zadebiutował w rozgrywkach ligowych w sezonie 1961.
W ekstralidze Kolejarz Opole spędził 15 sezonów. Najwyższe miejsce w swojej historii występów w ekstralidze Kolejarz zajął w sezonie 1970, gdy zespół prowadzony przez Jana Stormowskiego zakończył rozgrywki na 3. miejscu. Najwybitniejszym zawodnikiem Kolejarza jest Jerzy Szczakiel – pierwszy polski indywidualny mistrz świata na żużlu z 1973. Inni znani zawodnicy to m.in. Stanisław Skowron, Zygfryd Friedek, Leonard Raba, Gerard Stach, Wojciech Załuski.
| Sezon | Miejsce | M  | Z  | R | P      | Pkt |
| ----- | ------- | -- | -- | - | ------ | --- |
| 1970  | 3/8     | 14 | 7  | 1 | 6      | 15  |
| 1971  | 5/8     | 14 | 7  | 0 | 7      | 14  |
| 1972  | 6/8     | 14 | 5  | 1 | 8      | 11  |
| 1973  | 8/8     | 14 | 3  | 2 | 9      | 8   |
| 1975  | 4/8     | 14 | 7  | 0 | 7      | 14  |
| 1976  | 4/10    | 18 | 8  | 1 | 9      | 17  |
| 1977  | 5/10    | 18 | 10 | 0 | 8      | 20  |
| 1978  | 9/10    | 18 | 5  | 0 | 13     | 10  |
| 1981  | 6/10    | 18 | 9  | 0 | 9      | 18  |
| 1982  | 4/10    | 18 | 10 | 0 | 8      | 20  |
| 1983  | 6/10    | 18 | 8  | 0 | 10     | 16  |
| 1984  | 6/10    | 18 | 9  | 0 | 9      | 18  |
| 1985  | 9/10    | 18 | 3  | 2 | 13     | 8   |
| 1986  | 10/10   | 18 | 3  | 0 | 15     | 6   |
| 1988  | 10/10   | 18 | 1  | 2 | 15 (7) | -3  |

### Podnoszenie ciężarów
Opole od wielu lat jest stolicą polskiej sztangi. Reprezentanci Odry Opole, potem Budowlanych Opole odnosili sporo sukcesów na zawodach krajowych i międzynarodowych. Znani sztangiści to: Stefan Leletko, Bernard Piekorz, Wiesław Pawluk, Andrzej Piotrowski, Tadeusz Rutkowski, Piotr Krukowski, Krzysztof Siemion, Sergiusz Wołczaniecki, Grzegorz Kleszcz, Szymon Kołecki, Andrzej Kozłowski, Paweł Najdek, Krzysztof Szramiak, Bartłomiej Bonk.

### Kolarstwo
W Opolu istnieją dwa kluby kolarskie: LKS Ziemia Opolska, Opolski Klub Rowerowy. Reprezentanci LKS-u z sukcesami startowali na zawodach krajowych i międzynarodowych: Stanisław Szozda, Edward Barcik, Benedykt Kocot, Joachim Halupczok.
Opole było wielokrotnie organizatorem etap wyścigów kolarskich m.in. Wyścigu Pokoju, Tour de Pologne.

### Piłka ręczna
Wybitnym przedstawicielem tego sportu w Opolu jest Gwardia Opole. Gwardia Opole po raz pierwszy awansowała do ekstraklasy w 1962. Czterokrotnie zajmowała w niej czwarte miejsce. Wielu zawodników tego klubu było reprezentantami Polski m.in.: Jerzy Klempel, Andrzej Banek, Ryszard Konfisz, Piotr Kulik, Paweł Malaka, Andrzej Sokołowski, Piotr Czaczka, Arkadiusz Błacha, Adam Malcher.

### Siatkówka
Na początku lat 50. w Opolu istniała kobieca drużyna Odry Opole, która grała w I i II lidze. Obecnie klubami siatkarskimi w Opolu są AZS Uni Opole i AZS Opole.

### Sport zimowe
Kluby w Opolu mającą u siebie sekcję sportów zimowych to: AZS Opole, Piast Opole, Piruette Opole.

### Judo
W Opolu również trenowali judocy Gwardii Opole, którzy z sukcesami startowali na zawodach krajowych i międzynarodowych m.in.: Beata Kucharzewska, Jolanta Wojnarowicz, Katarzyna Pułkośnik, Tomasz Kowalski, Urszula Sadkowska, Agata Ozdoba.

### Strzelectwo
Sekcja strzelectwa w Opolu ma Gwardia Opole, z której pochodzą również medaliści mistrzostw świata i Europy m.in.: Eugeniusz Pędzisz, Wojciech Kurpiewski.

### Sport walki

#### Kluby
- Forca Brava Opole – brazylijskie jiu-jitsu
- Lutadores Opole – MMA
- Sagat Gym Opole – boks tajski
- Opolski Klub Karate Kyokushin – kyokushin
- Capoeira Porto de Minas – capoeira
- CPPA Opole – capoeira
- Gwardia Opole – judo, MMA

### Sport wodne

#### Kluby
- OTK Opole – kajakarstwo
- Międzyszkolny Klub Sportowy „Zryw” Opole – pływanie

## Mistrzowie z Opola

### Mistrzowie olimpijscy
- Piłka nożna
  - Zbigniew Gut – Monachium 1972

### Mistrzowie świata
- Kolarstwo
  - Stanisław Szozda – (1973, 1975)
  - Benedykt Kocot – (1976)
  - Joachim Halupczok – (1989)

- Podnoszenie ciężarów
  - Stefan Leletko – (1982)

- Strzelectwo
  - Eugeniusz Pędzisz – (1974)
- Żużel
  - Jerzy Szczakiel – (1973)

### Mistrzowie Europy
- Podnoszenie ciężarów
  - Stefan Leletko – (1982)
  - Szymon Kołecki – (2000)
  - Andrzej Kozłowski – (1995)

- Strzelectwo
  - Eugeniusz Pędzisz – (1974–1975, 1977)

### Mistrzowie Polski
- Judo
  - Beata Kucharzewska – (1995–1997)
  - Jolanta Wojnarowicz – (2002)
  - Katarzyna Pułkośnik – (2005)
  - Tomasz Kowalski – (2005, 2008, 2010)
  - Urszula Sadkowska – (2008–2010)
  - Agata Ozdoba – (2011)

- Kajakarstwo
  - Robert Chwiałkowski – (1986,1987)

- Kolarstwo
  - Edward Barcik – (1970–1971, 1974)
  - Stanisław Szozda – (1971–1973, 1974)
  - Joachim Halupczok – (1989)
  - Benedykt Kocot – (1972, 1976–1977, 1979–1980)

- Lekkoatletyka
  - Anna Brzezińska – (1993)

- Podnoszenie ciężarów
  - Bartłomiej Bonk
  - Grzegorz Kleszcz
  - Szymon Kołecki
  - Andrzej Kozłowski
  - Piotr Krukowski
  - Stefan Leletko
  - Paweł Najdek
  - Wiesław Pawluk
  - Bernard Piekorz
  - Andrzej Piotrowski
  - Tadeusz Rutkowski
  - Krzysztof Siemion
  - Krzysztof Szramiak
  - Sergiusz Wołczaniecki

- Strzelectwo
  - Eugeniusz Pędzisz
  - Wojciech Kurpiewski

### Medaliści Igrzysk Olimpijskich
11 opolan zdobyło łącznie 13 medali, w tym 1 złoty, 7 srebrnych i 5 brązowych.
| Medal | Medalista                      | Dyscyplina           | Igrzyska       |
| ----- | ------------------------------ | -------------------- | -------------- |
|       | Zbigniew Gut                   | piłka nożna          | Monachium 1972 |
|       | Edward Barcik Stanisław Szozda | kolarstwo szosowe    | Monachium 1972 |
|       | Stanisław Szozda               | kolarstwo szosowe    | Montreal 1976  |
|       | Piotr Jabłkowski               | szemierka            | Moskwa 1980    |
|       | Joachim Halupczok              | kolarstwo szosowe    | Seul 1988      |
|       | Krzysztof Siemion              | podnoszenie ciężarów | Barcelona 1992 |
|       | Szymon Kołecki                 | podnoszenie ciężarów | Sydney 2000    |
|       | Bartłomiej Bonk                | podnoszenie ciężarów | Londyn 2012    |
|       | Benedykt Kocot                 | kolarstwo torowe     | Monachium 1972 |
|       | Tadeusz Rutkowski              | podnoszenie ciężarów | Montreal 1976  |
|       | Tadeusz Rutkowski              | podnoszenie ciężarów | Moskwa 1980    |
|       | Sergiusz Wołczaniecki          | podnoszenie ciężarów | Barcelona 1992 |

## Miejski Ośrodek Sportu i Rekreacji
W 2006 w miejsce Miejskiego Zarządu Ośrodka Rekreacji w Opolu został powołany Miejski Ośrodek Sportu i Rekreacji, którego celem jest zaspokojenie potrzeb mieszkańców Opola w zakresie sportu, rekreacji, turystyki, a także organizowanie imprez sportowych, rekreacyjnych, widowiskowych oraz zarządzanie obiektami sportowymi.
Dane adresowe:
- Nazwa: Miejski Ośrodek Sportu i Rekreacji w Opolu
- Adres: ul. Barlickiego 13, 45-083 Opole

## Obiekty sportowe
|[[Stadion Opolski|Itaka Arena JPG|thumb|Stegu Arena |200px]]
- Itaka Arena
- Stegu Arena
- Lodowisko Toropol

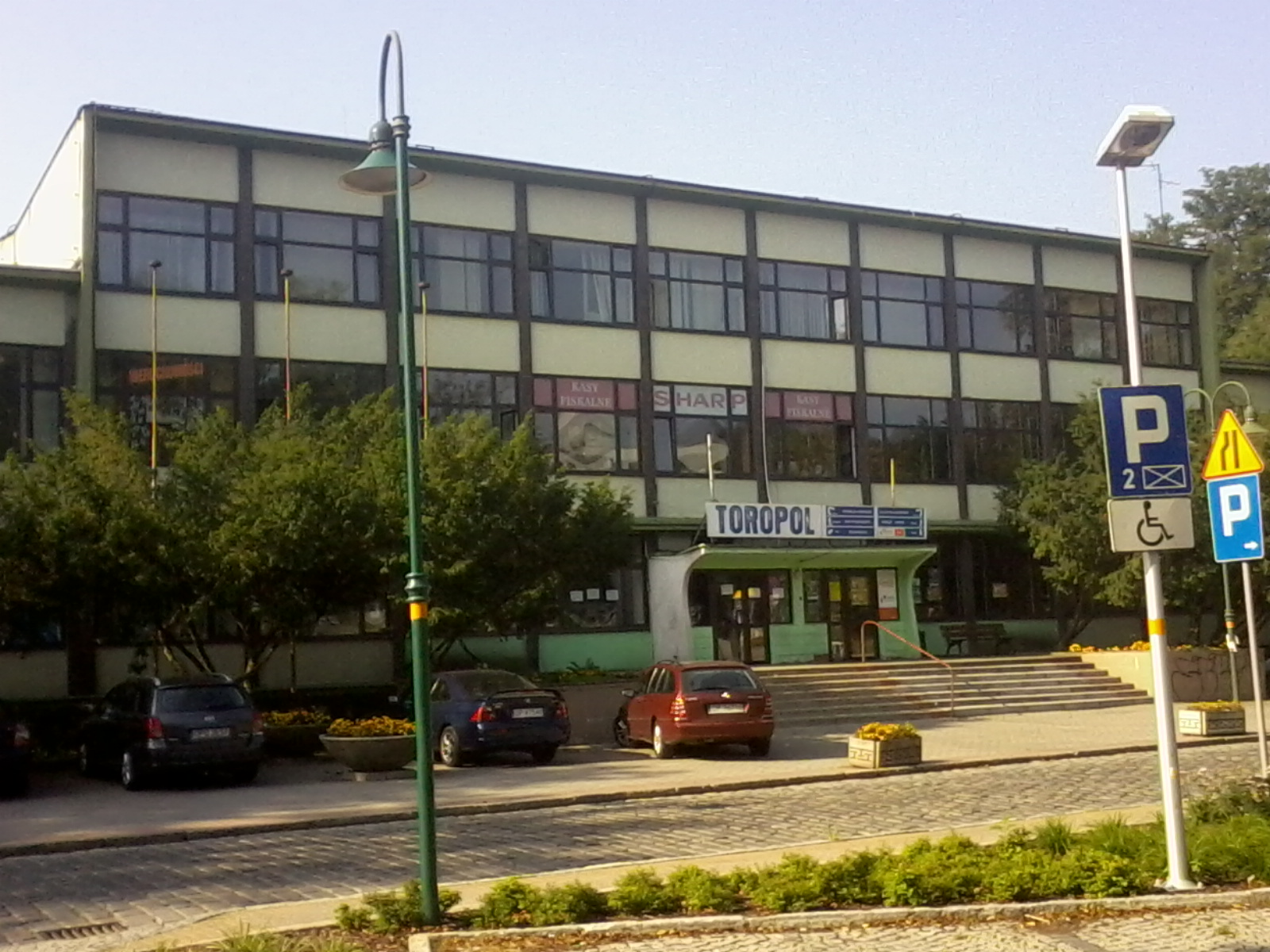
Lodowisko Toropol

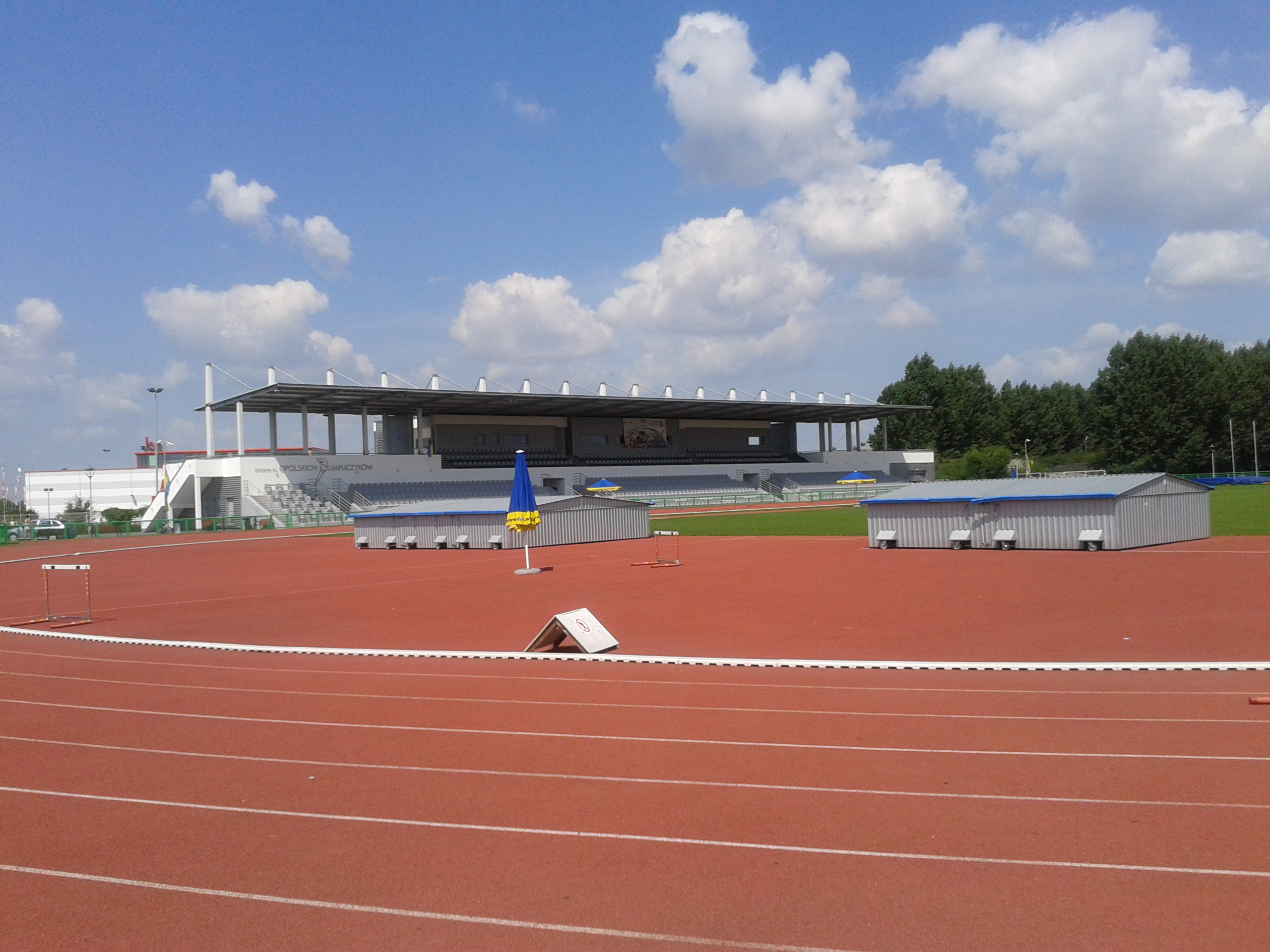
Stadion im. Opolskich Olimpijczyków w Opolu

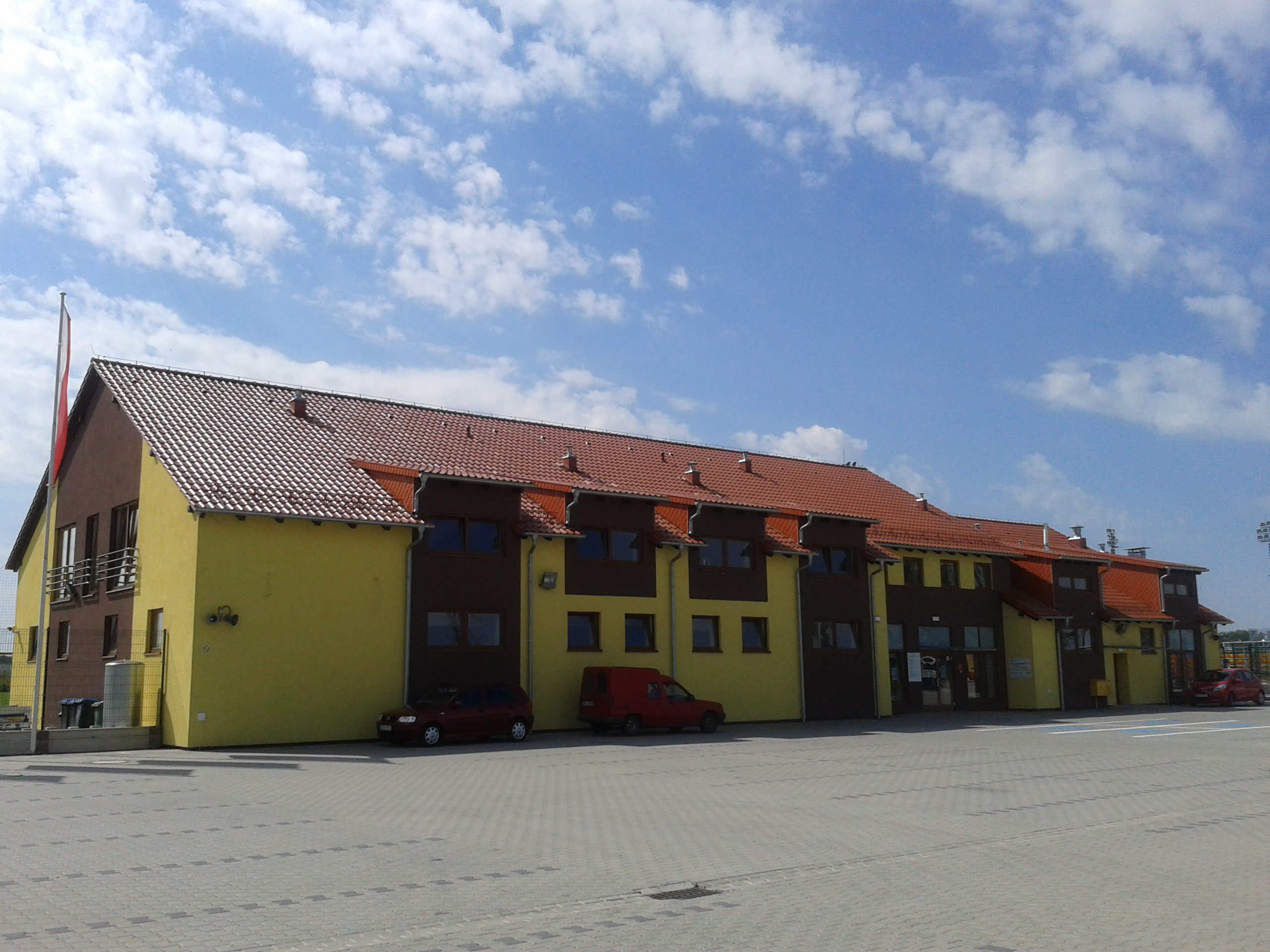
Centrum Sportu w Opolu

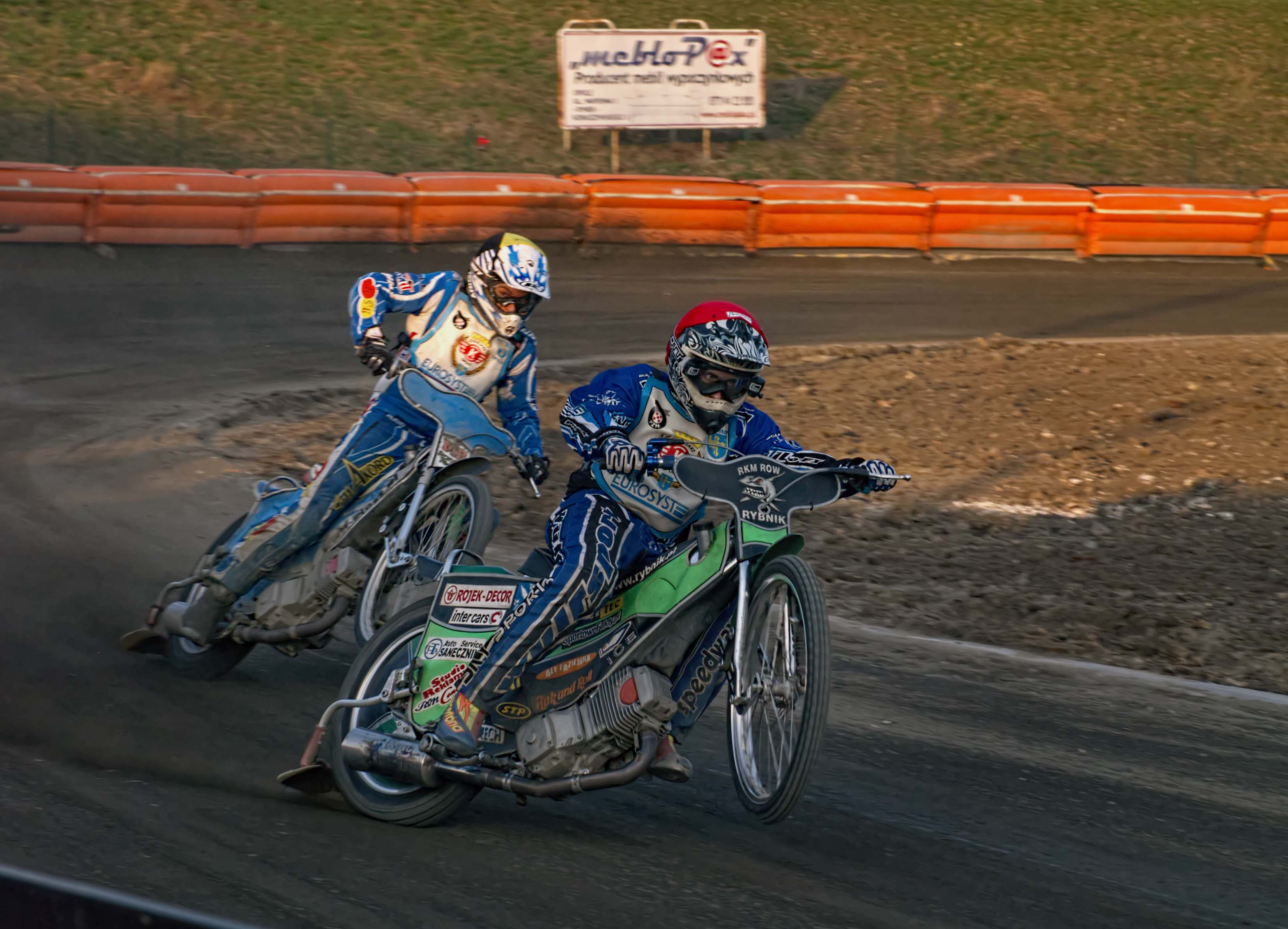
Zawody żużlowe na stadionie Kolejarza Opole

Hala Gwardii w Opolu

- Stadion im. Opolskich Olimpijczyków w Opolu
- Centrum Sportu w Opolu
- Stadion żużlowy Kolejarza
- Hala Gwardii im. Jerzego Klempela w Opolu
- Basen przy pl. Róż
- Kryta pływalna Akwarium
- Korty tenisowe przy ul. Oleskiej
- Skatepark
- Hipodrom Ostrogi (Opole – Bierkowice)

### Orliki 2012
- Kompleks boisk Orlik 2012 ul. Bielska
- Kompleks boisk Orlik 2012 ul. Czaplaka

## Imprezy sportowe w Opolu

### Piłka nożna

#### Reprezentacja mężczyzn
| Data       | Przeciwnik | Wynik     | Strzelcy dla Polski   | Turniej    |
| ---------- | ---------- | --------- | --------------------- | ---------- |
| 17.04.1985 | Finlandia  | 2:1 (0:0) | Żmuda 71', Pałasz 81' | Towarzyski |

#### Reprezentacja kobiet
| Data       | Przeciwnik | Wynik     | Strzelcy dla Polski | Turniej       |
| ---------- | ---------- | --------- | ------------------- | ------------- |
| 03.10.2004 | Francja    | 1:5 (1:1) | Pożerska 10'        | El. Euro 2005 |

Mecze w Opolu grały także młodzieżowe reprezentacje Polski.

### Hokej na lodzie
- 08.02.1998 – Mecz towarzyski w hokeju na lodzie mężczyzn:  Polska -  Kanada (1:3)
- 05.04.1998 – Mecz towarzyski w hokeju na lodzie mężczyzn:  Polska -  Dania (3:2)
- 10.04.1998 – Mecz towarzyski w hokeju na lodzie mężczyzn:  Polska -  Ukraina (1:3)
- 25.10.2001 – Mecz towarzyski w hokeju na lodzie mężczyzn:  Polska -  Team Canada/Lloydminster Order Kings (7:6)
- 02.09.2010 – Mecz towarzyski w hokeju na lodzie mężczyzn:  Polska -  Francja (2:3)
- 07.08.2010 – Mecz towarzyski w hokeju na lodzie mężczyzn:  Polska U-20 -  Rosja U-20 (2:10)
- 08.08.2010 – Mecz towarzyski w hokeju na lodzie mężczyzn:  Polska U-20 -  Rosja U-20 (2:8)

### Siatkówka
- 24.06.1983 – Mecz towarzyski w siatkówce mężczyzn:  Polska –  Stany Zjednoczone (3:0)
- 02.05.1984 – Mecz towarzyski w siatkówce mężczyzn:  Polska –  Brazylia (3:0)
- 25.06.1985 – Mecz towarzyski w siatkówce mężczyzn:  Polska –  Czechosłowacja (3:1)
- 28.06.1985 – Mecz towarzyski w siatkówce mężczyzn:  Polska –  Jugosławia (3:0)
- 30.06.1985 – Mecz towarzyski w siatkówce mężczyzn:  Polska –  Włochy (3:0)
- 11.03.1986 – Mecz towarzyski w siatkówce mężczyzn:  Polska –  Francja (3:1)
- 01.08.1998 – Mecz towarzyski w siatkówce mężczyzn:  Polska –  Stany Zjednoczone (3:0)
- 05.09.1998 – Mecz towarzyski w siatkówce mężczyzn:  Polska –  Ukraina (3:0)
- 24.07.1999 – Eliminacje do mistrzostw Europy mężczyzn 1999:  Polska –  Grecja (3:0)
- 23.05.2000 – Eliminacje do mistrzostw Europy mężczyzn 2001:  Polska –  Bułgaria (3:0)
- 24.05.2000 – Eliminacje do mistrzostw Europy mężczyzn 2001:  Polska –  Izrael (3:0)
- 25.05.2000 – Eliminacje do mistrzostw Europy mężczyzn 2001:  Polska –  Belgia (3:0)
- 2000–2003 – domowe mecze siatkarskiej Ligi Mistrzów Mostostalu-Azoty Kędzierzyn-Koźle
- 24.08.2001 – Eliminacje do mistrzostw świata kobiet 2002:  Polska -  Łotwa (3:0)
- 25.08.2001 – Eliminacje do mistrzostw świata kobiet 2002:  Polska -  Jugosławia (3:0)
- 26.08.2001 – Eliminacje do mistrzostw świata kobiet 2002:  Polska -  Słowenia (3:0)
- 16.09.2002 – Mecz towarzyski w siatkówce mężczyzn:  Polska –  Hiszpania (1:3)
- 12–14.12.2017 – Mecze grupy A klubowych mistrzostw świata mężczyzn 2017
- 21.05.2018 – Mecz towarzyski w siatkówce mężczyzn:  Polska –  Kanada (3:2)
- 21.05.2018 – Mecz towarzyski w siatkówce mężczyzn:  Polska –  Holandia (3:0)
- 21.05.2018 – Mecz towarzyski w siatkówce mężczyzn:  Polska –  Holandia (3:0)

### Boks
- 23.11.2002 – Gala Boksu Zawodowego (walka o pas IBF Inter-Continental junior ciężkiej:  Krzysztof Włodarczyk –  Ismail Abdoul)
- 28.06.2003 – Gala Boksu Zawodowego (walka o pas Polish International junior ciężkiej:  Krzysztof Włodarczyk –  Roberto Coehlo)
- 13.12.2003 – Gala Boksu Zawodowego (walka o pas WBC junior ciężkiej:  Krzysztof Włodarczyk –  Sarhej Karanewicz)
- 25.09.2004 – Gala Boksu Zawodowego (walka o pas WBC junior ciężkiej:  Krzysztof Włodarczyk –  Joseph Marwa)
- 01.02.2014 – Gala Boksu Zawodowego Wojak Boxing Night (walka wieczoru:  Marcin Rekowski –  Oliver McCall)

### Piłka ręczna
- Memoriał im. Jerzego Klempela
- Międzynarodowy Turniej im. Z.Czekaja[11]

### Żużel
- Memoriał Gerarda Stacha
- Mistrz Świata Jerzy Szczakiel zaprasza
- Opolska Gala Żużla na Lodzie na Toropolu
- Półfinał indywidualnych mistrzostw Polski na żużlu 2011

### Lekkoatletyka
W Opolu od 2006 roku najpierw na Stadionie Gwardii, od 2009 roku na Stadionie im. Opolskich Olimpijczyków organizowany jest coroczny Opolski Festiwal Skoków.

### Inne
- Puchar Polski w judo